# كريس كول
كريس كول (بالإنجليزية: Chris Cole)‏ هو سياسي أمريكي، ولد في 17 يناير 1964 في هانترسفيل في الولايات المتحدة. حزبياً، نشط في الحزب الليبرتاري الأمريكي.